# آلاونباخ
آلاونباخ (به آلمانی: Alaunbach) یک رود در آلمان است که در بن واقع شده‌است.